# Établissement rural de Tchiolmouji
L'établissement rural de Tchiolmouji (en russe : Чёлмужское се́льское поселе́ние) est une entité municipale de Russie formée en 2004, du raïon de Medvejiegorsk dans la république de Carélie. Son siège administratif est le hameau de Tchiolmouji.

## Géographie
L'établissement rural se situe dans le raïon de Medvejiegorsk, un des raïons de la république de Carélie,,,,. Le raïon et la république se trouvent dans le nord de la Russie européenne.
La municipalité de Tsolmuinen a une superficie de 3 372 km2 ou de 3 077 km2 sans prendre en compte les eaux du lac Onega.
Tsolmuinen est bordée au sud par Tolvoja du raïon de Karhumäki et Pälmä du raïon de Poudoj, à l'ouest par Poventsa, au nord par Valdai du raïon de Segueja et à l'est par l'Oblast d'Arkhangelsk. La majorité du territoire de Tsolmuinen est forestière.

## Population
Recensements (*) et estimations de la population,:
| 2010* | 2021* | 2023 | - |
| ----- | ----- | ---- | - |
| 1 197 | 278   | 655  | - |

## Localités
L'établissement rural compte 6 localités,,,.
| Nom         | Nom russe | Statut    | Population (2013) |
| ----------- | --------- | --------- | ----------------- |
| Voznitsy    | Возрицы   | possiolok | 57                |
| Danilovo    | Данилово  | hameau    | 5                 |
| Nemino-3    | Немино-3  | possiolok | 77                |
| Ogorelychi  | Огорелыши | possiolok | 172               |
| Serguievo   | Сергиево  | possiolok | 272               |
| Tchiolmouji | Чёлмужи   | hameau    | 508               |